# بطولة الأمم الخمس 1996
بطولة الأمم الخمسة 1996 (بالإنجليزية: 1996 Five Nations Championship)‏ هو الموسم 102 من  بطولة الأمم الستة، وهو الموسم 102 من  بطولة الأمم الستة. كان عدد الأندية المشاركة فيه  5، وفاز فيه منتخب إنجلترا الوطني لاتحاد الرغبي.